# Marshall Warren Nirenberg
Pour les articles homonymes, voir Louis Nirenberg et William Nierenberg.
Marshall Warren Nirenberg, né le 10 avril 1927 à Brooklyn et mort le 15 janvier 2010 à New York, est un biochimiste américain. Il a reçu le prix Nobel de physiologie ou médecine en 1968 avec Robert W. Holley et Har Gobind Khorana pour son travail sur le code génétique.

## Travaux
Nirenberg, avec Heinrich Matthaei, a établi le code génétique, c'est-à-dire le code de correspondance entre la séquence polynucléotidique d'un gène et la séquence polypeptidique de la protéine associée. Pour ce faire, il a synthétisé des molécules d'ARNm avec une séquence donnée et les a placées dans des cellules avec des acides aminés donnés.
Une première expérience, effectuée le 27 mai 1961, a montré qu'un ARNm poly-U, c'est-à-dire composé d'uracile uniquement, était traduit par une protéine composée de phénylalanine uniquement. 
En 1968, il obtient le prix Nobel de physiologie ou médecine avec Robert W. Holley et Har Gobind Khorana « pour leur interprétation du code génétique et de sa fonction dans la synthèse des protéines ». Lors de sa conférence de réception du prix Nobel, Nirenberg mentionne la contribution décisive des travaux d'Alfred Tissières et François Gros  montrant que les ribosomes étaient capables d’incorporer des acides aminés dans des protéines ,. 